# Terra Incognita (видавництво)
«Terra Incognita» — українське книжкове видавництво, засноване 2017 року Яриною Винницькою та Юрієм Чопиком; спрямоване на літературу про філософію, психологію та езотерику. Слоган — «видавництво НЕ-розумних книг», тобто книг про духовний розвиток. 

## Історія
Ідея створення видавництва прийшла 2015 року Юрію Чопику — співзасновнику «Видавництва Старого Лева», згодом до проєкту він запросив Ярину Винницьку — авторку артбука «Скриня. Речі сили», який став лауреатом багатьох книжкових конкурсів.
Видавництво стартувало 2017 року на міжнародному фестивалі «Книжковий Арсенал» у Києві. Презентація видавництва називалася «Книжкове прокидання з Мертвим Півнем і Віктором Морозовим» — це відсилка на те, що Юрій Чопик є колишнім учасником гурту «Мертвий Півень», модератором події також був гітарист гурта Роман Чайка. Цього ж року перші українські видання культових Ошо та Екхарта Толле стали бестселерами українського книжкового ринку, півроку протримались у топ-20 «Книгарні Є» і були надруковані у трьох накладах.
Велика частина авторів, яких видало видавництво, вже були представлені на українському ринку іншими видавцями в перекладі російською мовою. Перед перекладачами постало завдання створити понятійний апарат для цієї сфери: віднайти українські слова на позначення певних езотеричних та філософських понять, надати відомим словам та визначенням нових значень чи змістових відтінків. 

## Видання
За 2017-й, перший рік існування, «Terra Incognita» випустили дев'ять видань, серед яких «Принцип Шамбали» Сайконґа Міпам Рінпоче, «Танатонавти» та «Імперія янголів» Бернара Вербера, «Сковорода. Найкраще» та інші.
2018 року видали перший український переклад Карлоса Кастанеди у перекладі Анни Кравець. Цього ж року перевидали книгу «Непрості» Тараса Прохаська у форматі артбука з ілюстраціями Юлії Табенської, книгу визнали бестселером. Окрім того, 2018 року «Голос» Марка-Роберта Стеха потрапив у перелік найкращих вітчизняних книжок за версією ПЕН-клубу.
2019 року «Психологія майбутнього» Станіслава Ґрофа отримала перемогу у номінації «„Софія“ – філософія / антропологія / психологія» рейтинга «Книжка року-2019». Цього ж року «Terra Incognita» видали низку українських авторів:
- «Знаки карпатської магії» авторства Громовиці Бердник, художнє оформлення від Анастасії Стефурак. В основу книги лягли розмови з мольфаром Михайлом Нечаєм, доповнені роздумами самої Громовиці про карпатське мольфарство як складову світової шаманської традиції.
- «Зоряний корсар» — книга батька Громовиці, дисидента Олеся Бердника[10].
- «Байки Харківські» Григорія Сковороди з оформленням від творчої майстерні «Аґрафка»; книга увійшла в короткий список конкурсу «Найкращий книжковий дизайн» від «Книжкового Арсеналу»[11] та отримало нагороду як найкраща книга «Book Forum Lviv» у номінації «Класична література»[12].
- «Вечорниці на хуторі біля Диканьки» Миколи Гоголя з ілюстраціями Гриці Ерде[13].

2020 року вийшли друком: «Тисячоликий герой» Джозефа Кемпбелла, «Коротка історія всього» Кена Вілбера, «Автобіографія духовно неправильного містика» та «Сексуальні питання. Від сексу до надсвідомості» Ошо, «Завтра будуть коти» та «Її величність кішка» Бернара Вербера.
2021 року «Terra Incognita» видала одразу дві книги Екхарта Толле: «Сила моменту тепер. Практика» та «Говорить тиша». Також друком вийшли «Життя після життя» Раймонда Моуді, «Жінки, їжа і Бог» Джанін Рос, «Сон відьми» Флорінди Доннер-Ґрау.
2022 року надруковали лише одне видання: «Заповіт мольфара» Громовиці Бердник про останні дні з життя мольфара Михайла Нечая, обкладинка Анастасії Стефурак.
Світові бестселери для «Terra Incognita» перекладають Віктор Морозов, Ірина Шувалова, Марія Габлевич, Ярина Винницька. Над дизайном працюють Андрій Хір, Ілля Стронговський, Юлія Табенська, Ольга Ткаченко, Анастасія Стефурак творча майстерня «Аґрафка», Максим Паленко та інші.